# Mimoscapeuseboides pedongensis
Mimoscapeuseboides pedongensis là một loài bọ cánh cứng trong họ Cerambycidae.